# Caplothorax
Caplothorax – rodzaj chrząszczy z rodziny łyszczynkowatych i podrodziny Carpophilinae.

## Morfologia
Chrząszcze o ciele w zarysie podługowato-owalnym, umiarkowanie wysklepionym, długości od 3,2 do 6,8 mm i szerokości od 1,3 do 3,2 mm. Oskórek zwykle jest matowy, tylko u C. yuccae bywa umiarkowanie połyskujący. Wierzch ciała pokryty jest jednorodnie rozprzestrzenionymi, grubymi punktami.
Głowę cechuje gęsto i głęboko punktowane ciemię, zbudowane z drobnych fasetek oczy oraz lekko wklęśnięty szew między nadustkiem a głęboko wciętą wargą górną. Czułki, z wyjątkiem C. yuccae, mają duże i szerokie buławki. W spoczynku czułki układają się na spodzie ciała w lekko rozbiegających się ku środkowym biodrom, głębokich bruzdach czułkowych. Aparat gębowy ma dwuzębne żuwaczki, zwykle o wydatnych, złożonych z wyraźnych listewek poprzecznych okolicach molarnych. Wargę dolną cechuje silnie poprzeczna wyniesiona powierzchnia bródki.
Przedplecze jest duże, ponad półtorakrotnie szersze niż dłuższe, najszersze w tylnej ⅓. Krawędź przednią ma szeroko wklęśniętą, a brzegi boczne wąsko rozpłaszczone, orzęsione i przed wyraźnymi, podgiętymi kątami tylnymi gwałtownie zafalowane. Punkty na dysku przedplecza są głębokie i gęsto rozmieszczone. Pokrywy mają przeciętnie uwydatnione barki i wąsko rozpłaszczone, orzęsione krawędzie boczne. Szczecinki na pokrywach nie układają się w szeregi. Linie śródbiodrzy lekko rozbiegają się od bioder środkowych, wygradzając wąskie, nie sięgające poza 1/5 szwu metasternalno-metepisternalnego okolice pachwionowe.
Dwa ostatnie tergity odwłoka nie są nakryte pokrywami. Punkty na pygidium są głębokie i gęsto rozmieszczone. Hypopygidium u samicy jest niezmodyfikowane, a u samca głęboko wycofane, robiąc miejsce na dobrzusznie skierowany, niewidoczny od góry skleryt analny, oraz zaopatrzone w parzyste dołki boczne lub pojedynczy dołek środkowy.

## Rozprzestrzenienie
Przedstawiciele rodzaju występują wyłącznie w Nowym Świecie.

## Taksonomia
Takson ten wprowadzony został w 1997 roku przez Aleksandra Kirejczuka w randze podordzaju w obrębie rodzaju Carpophilus. Gatunkiem typowym autor ów wyznaczył Carpophilus melanopterus. Do rangi osobnego rodzaju omawiany takson wynieśli w 2020 roku Gareth S. Powell i współpracownicy na podstawie wyników analizy filogentycznej. Caplothorax zajął w nich pozycję siostrzaną względem rodzaju Urophorus.
Do rodzaju zalicza się 11 opisanych gatunków:
- Caplothorax brevipennis (Blanchard, 1842)
- Caplothorax californicus (Schaeffer, 1911)
- Caplothorax funebris (Sharp, 1889)
- Caplothorax lugubris (Murray, 1864)
- Caplothorax melanopterus (Erichson, 1843)
- Caplothorax rufiventris Schaeffer, 1911
- Caplothorax rufus (Murray, 1864)
- Caplothorax sayi (Parsons, 1943)
- Caplothorax similaris (Sharp, 1889)
- Caplothorax viduatus (Sharp, 1889)
- Caplothorax yuccae (Crotch, 1874)